# Le Bec-Thomas
Bec-Thomas – miejscowość i gmina we Francji, w regionie Normandia, w departamencie Eure.
Według danych na rok 1990 gminę zamieszkiwało 190 osób, a gęstość zaludnienia wynosiła 136 osób/km² (wśród 1421 gmin Górnej Normandii Bec-Thomas plasuje się na 711. miejscu pod względem liczby ludności, natomiast pod względem powierzchni na miejscu 896.).